# Roman Kutuzow
Roman Władimirowicz Kutuzow (ros. Роман Владимирович Кутузов, pseudonim „Tuman” (pol. „Mgła”); ur. 1979, zm. 5 czerwca 2022) – rosyjski generał major (awansowany pośmiertnie do stopnia generała lejtnanta), podczas inwazji Rosji na Ukrainę dowódca 1 Korpusu Armii DRL.

## Życiorys
Odznaczony orderami Kutuzowa, „Znak Honoru”, Męstwa, „Za zasługi wojskowe” i medalem „Za odwagę”.
Wcześniej, jako pułkownik dowodził jednostką wojskową nr 54164 w 38 Brygadzie Łączności Gwardii w Wojskach Powietrznodesantowych Federacji Rosyjskiej, później (w 2017 r.) tymczasowo pełnił funkcję dowódcy 5 Armii Ogólnowojskowej stacjonującej w Ussuryjsku na Dalekim Wschodzie, w 2019 roku był wymieniany jako p.o. dowódcy 29 Armii Ogólnowojskowej stacjonującej w mieście Czyta na Syberii (w Kraju Zabajkalskim), a w 2020 jako szef sztabu tejże 29 Armii.
Brał udział w inwazji Rosji na Ukrainę w 2022 roku, zginął podczas walk w obwodzie ługańskim we wschodniej Ukrainie, a jego śmierć potwierdziły 5 czerwca 2022 rządowe media w Rosji powołując się m.in. na informację dziennikarza Sładkowa z kanału Telegram, nie podając jednak szczegółów (miejsca i daty) tego wydarzenia. Informacja opublikowana przez innego rosyjskiego reportera wojennego wskazuje, że generał Kutuzow zginął w rejonie osiedla Mykołajiwka (ukr. Миколаївка) w rejonie popasniańskim.